# Docteur Labus
Albums de Henry Torgue et Serge Houppin
Les Louves et Pandora
(1985) Les Mystères de Subal
(1990)
Docteur Labus est le quatrième album de Torgue et Houppin initialement sorti en 1988 pour le spectacle éponyme de danse contemporaine de Jean-Claude Gallotta puis réédité en 2002.

## Titres de l'album
1. Docteur Labus
2. Tim et Sarah
3. Toujours le pieu
4. La Chaise triste
5. Le Blues d'Angelie
6. La Porte rouge
7. Les Violons d'Emma
8. Labus post-scriptum